# SK 105 Kürassier
SK 105 Kürassier – austriacki niszczyciel czołgów zbudowany na podwoziu transportera opancerzonego Saurer 4K 4FA.

## Historia
W 1965 roku w zakładach Saurerwerke AG rozpoczęto prace nad samobieżnym niszczycielem czołgów. Opracowując pojazd wykorzystano podwozie transportera 4K 7FA. Po wydłużeniu, wzmocniono jego konstrukcję i sztywność. Na kadłubie umieszczono wieżę wzorowaną na wieży francuskiego czołgu lekkiego AMX-13.
Pierwsze prototypy SK 105 były gotowe w 1967 roku. Pierwsze pojazdy seryjne trafiły do uzbrojenia Bundesheer na początku lat 70. Producentem pojazdów był koncern Steyr-Daimler-Puch AG, który w 1970 roku przejął Saurerwerke AG. Pierwsze 90 wozów miało zamontowane oryginalne francuskie wieże FL12 produkowane przez francuską firmę Fives Lilly-Cail. Reszta pojazdów została wyposażona w austriackie wieże produkowane przez Vöerst-Alpine. Armia austriacka zakupiła 234 wozy przyjęte do uzbrojenia jako Jagdpanzer SK 105 Kürassier. Później wozy SK 105 zostały zakupione także przez armie Argentyny (160), Maroka (105), Tunezji (54) i Botswany (36).
W połowie lat 70. XX wieku powstała zmodernizowana wersja SK 105/A1. Wozy tej wersji miały zmodernizowane magazyny amunicji. Modernizacja była wymuszona przyjęciem do uzbrojenia pocisków przeciwpancernych stabilizowanych brzechwowo, z odrzucanym sabotem (APFSDS). Wozy tej wersji otrzymały zmodernizowany system kontroli ognia z cyfrowym przelicznikiem balistycznym. Zmodernizowano także układ napędowy.
W 1981 roku powstał prototyp wersji SK 105/A2. Miał on stabilizowane uzbrojenie, nowy system kierowania ogniem oraz zmodernizowany silnik. Ostatnią wersją pojazdu był SK 103/A3. Zastąpiono w nim armatę CN-105-57 amerykańską M68 (wersja licencyjna brytyjskiej armaty L7). Wzmocniono także opancerzenie. Wersja ta nie była produkowana seryjnie. Podwozie SK 105 stało się bazą do opracowania wozu ewakuacyjno-remontowego 4K 7FA SB 20 Greif, wozu inżynieryjnego 4KH 7FA Pionier oraz pojazdu do szkolenia kierowców 4KH 7FA-FA.

## Opis
SK 105 Kürassier jest artyleryjskim niszczycielem czołgów. Załogę czołgu tworzy dowódca, działonowy i mechanik-kierowca. Kierowca zajmuje miejsce w kadłubie, reszta załogi w wieży.
Kadłub SK 105 jest wykonany poprzez spawanie walcowanych płyt ze stali pancernej. Opancerzenie jest cienkie i chroni przed pociskami przeciwpancernymi o kalibrze do 20 mm. Na życzenie możliwy jest montaż dodatkowego pancerza zwiększającego odporność do poziomu podkalibrowych pocisków przeciwpancernych kalibru 35 mm. Słabym punktem pancerza jest także dno mające kształt odwróconej litery V. Takie ukształtowanie dna zwiększyło prześwit w osi pojazdu, ale zmniejszyło odporność SK 105 na wybuchy przeciwdennych min przeciwpancernych.
W przedniej części kadłuba znajduje się przedział kierowania, środkowej przedział bojowy z wieżą, a w tylnej przedział napędowy.
W przedziale kierowania stanowiska ma mechanik-kierowca. Jego stanowisko znajduje się po lewej stronie kadłuba. Miejsce w pojeździe zajmuje on przez otwierany przez uniesienie i obrót w lewo właz w górnej płycie pancernej. Obserwację terenu zapewniają trzy peryskopy umieszczone przed włazem. Po prawej stronie kierowcy rozmieszczono akumulatory i magazyn z 31 nabojami.
Wieża pancerna jest oscylująca. Pierwsze wozy były wyposażone we francuską wieżę FL12 wykonaną poprzez spawanie elementów odlewanych i walcowanych, wozy pozostałe posiadają wieże spawane w płyt walcowanych.
Dowódca obserwuje teren przy pomocy przyrządu obserwacyjnego F-135 o powiększeniach 7,5x i 1,6X, oraz siedmiu peryskopów zamocowanych w wieżyczce dowódcy. W nocy do obserwacji terenu używa pasywnego przyrządu obserwacyjnego o powiększeniu 6x.
Działonowy dysponuje celownikiem F-129 o powiększeniu 8x. Dodatkowo wyposażony jest w dwa peryskopy. Do pomiaru odległości od celów używa on dalmierza laserowego CILAS TCV 29 o zasięgu 400–9995 m. Po lewej stronie armaty znajduje się reflektor AEG IR-CW. Może on być źródłem światła widzialnego, lub po założeniu filtrów reflektorem podczerwieni.
W wieży znajduje się zasadnicze uzbrojenie wozu: 105 mm armata czołgowa CN 105-57 (austriackie oznaczenie M-57). Lufa armaty wyposażona jest w przedmuchiwacz usuwający gazy prochowe po wystrzale i dwukomorowy hamulec wylotowy. Niewielka masa SK 105 spowodowała, że w stosunku do innych wersji armaty CN 105 długość odrzutu armaty wydłużono do 385 mm. Obok armaty umieszczony jest czołgowy karabin maszynowy MG 74 kalibru 7,62 mm NATO. MG 74 jest produkowaną na licencji wersją niemieckiego karabinu maszynowego MG3. W wozach wersji SK 105 i SK 105/A1 uzbrojenie nie jest stabilizowane, a naprowadzanie uzbrojenia na cel odbywało się przy pomocy napędów elektrohydraulicznych. W wersji A2 zastosowano stabilizator i napędy elektryczne. Awaryjnie we wszystkich wersjach wykorzystywane są napędy mechaniczne.
Armata M-57 jest zasilana z dwóch bębnowych magazynów znajdujących się w niszy wieży. Pierwszy nabój ładowany jest ręcznie. Po pierwszym wystrzale odrzut armaty napina sprężynowy dosyłacz. W celu załadowania kolejnego naboju działonowy obraca magazyn amunicji i zwalnia sprężynę dosyłacza. Łuski są po wystrzale automatycznie wyrzucane z wieży. Szybkostrzelność praktyczna sięga 12 strz./min. Wadą zastosowanego rozwiązania jest konieczność ładowania magazynów bębnowych z zewnątrz. Powoduje to że aby przenieść naboje z magazynu umieszczonego obok kierowcy do magazynów bębnowych konieczne jest wycofanie pojazdu z walki.
Napęd SK 105 stanowi 6-cylindrowy, czterosuwowy, turbodoładowany wysokoprężny, chłodzony powietrzem silnik 7FA. Moc silnika wynosi 235 kW przy 2300 obr./min. Napęd od silnika do kół napędowych jest przenoszony przez mechaniczny układ napędowy składający się z jednotarczowego sprzęgła i synchronizowanej skrzyni przekładniowej umożliwiającej jazdę do przodu (6 biegów)i do tyłu (jeden bieg wsteczny). Głównym elementem sterowania jest mechanizm różnicowy z przekładnią hydrostatyczną szwajcarskiej firmy Von Roll AG.
SK 105 posiada zawieszenie niezależne na wałkach skrętnych. Każde z 10 kół jezdnych jest połączone za pomocą wahacza z wałkiem skrętnym (wahacze pierwszych czterech kół są wleczone, piątego pchany). Napęd z silnika jest przekazywany na znajdujące się w tylnej części pojazdu koła napędowe. Z przodu pojazdu znajdują się koła napinające. Koła jezdne są kołami podwójnymi, z zewnętrznymi bandażami gumowymi. Wahacze pierwszej i ostatniej pary kół współpracują z hydraulicznymi amortyzatorami. Z każdej strony znajdują się także 3 rolki podtrzymujące gąsienice.